# Weed Lookout Tower
La Weed Lookout Tower est une tour de guet américaine dans le comté d'Otero, au Nouveau-Mexique. Protégée au sein de la forêt nationale de Lincoln, cette tour en acier construite en 1926 est inscrite au Registre national des lieux historiques depuis le 28 janvier 1988 et elle fait par ailleurs partie des New Mexico State Register of Cultural Properties depuis le 4 mars 1988.